# Кокинсю

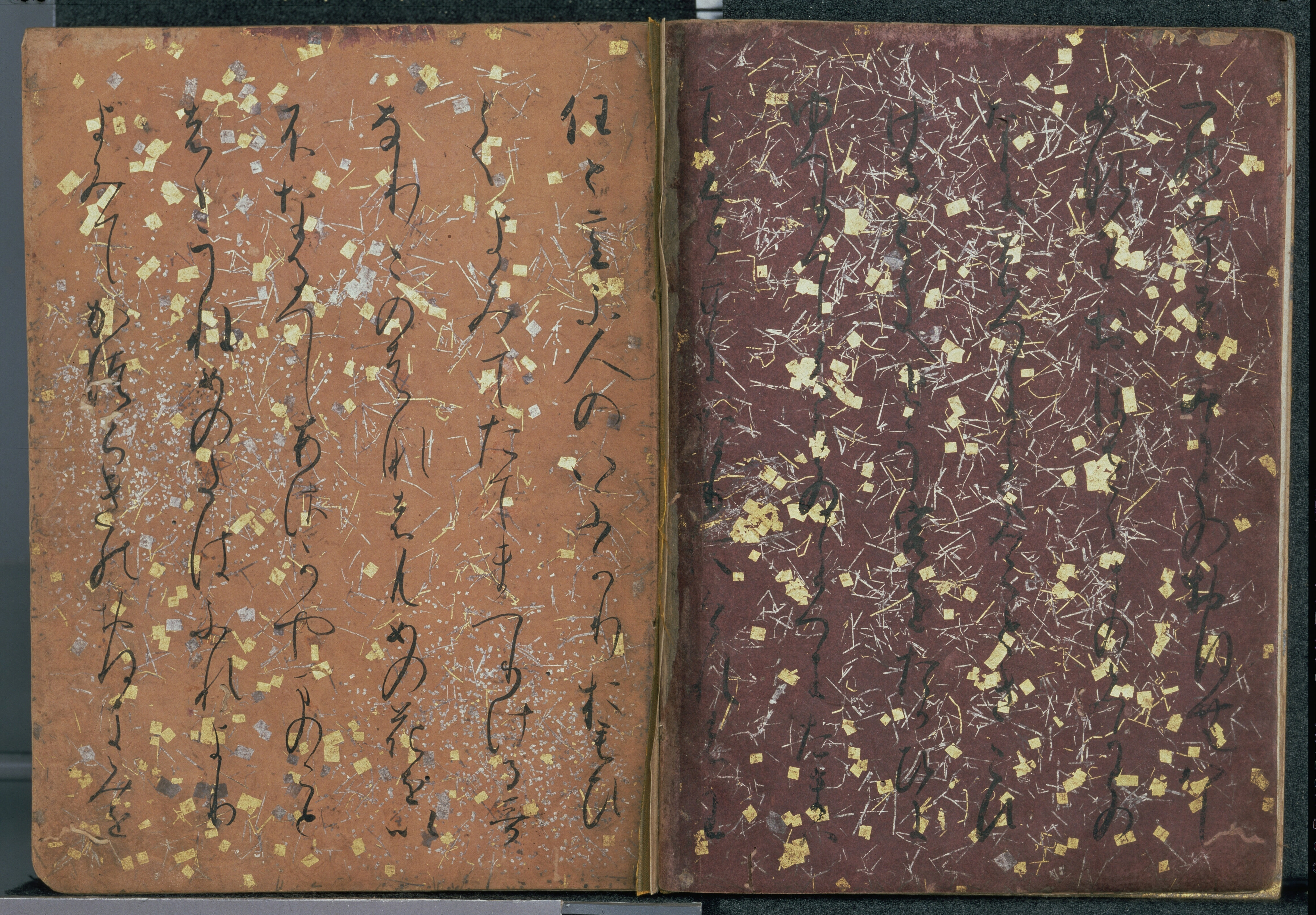
Самая ранняя из дошедших до наших дней рукописей Кокинсю (Токийский национальный музей)

«Кокинсю», иначе именуемая «Кокинвакасю» («Собрание старых и новых песен Японии», 922) — антология японской лирической поэзии вака. Основным эстетическим принципом Кокинсю является моно-но аварэ.
«Кокинсю» наряду с «Манъёсю» и «Синкокинвакасю» — одна из больших императорских антологий, которые были призваны запечатлеть всё лучшее в поэзии того времени. Она состоит из двадцати частей (свитков), 1111 стихотворений. Все они подобраны по темам: шесть свитков составляют произведения, связанные с временами года, пять — стихотворения о любви, один — о «странствиях», имеются также свитки с поздравительными стихами, стихами на расставание, стихи — жалобы, акростихи, стихи — литературные смеси, стихи, представляющие разнообразные поэтические формы.
Составители: Ки-но Цураюки, его двоюродный брат Ки-но Томонори, а также Осикоти-но Мицунэ и Мибу-но Тадаминэ. Антология была составлена по приказу императора Дайго. Ки-но Цураюки написал предисловие к антологии на японском языке (предисловие по-китайски принадлежит перу Ки-но Ёсимоти) — блестящая работа по теории и истории японской поэзии.
В своём предисловии Цураюки высказал ряд мыслей о смысле японской поэзии, её истории, о значении «Кокинсю»:

Песни Ямато. Их семя одно — человеческое сердце, из которого вырастают тысячи и тысячи листьев-слов.
Люди, что живут в этом мире, опутаны густыми зарослями своих дел и забот. И то, что у них на сердце, что видят они и слышат, выражают они в песне.
Соловей, что поёт среди цветов, лягушка, что живёт в воде, — когда слышим мы их голоса, думаем: из всего живого разве есть кто-нибудь, кто не пел бы собственной песни?

Без всякого усилия движет она небом и землёю, внушает сострадание невидимым глазу богам, духам и демонам, вносит согласие в союз мужчин и женщин, умягчает сердца суровых воинов. Всё это — песня. 
«Кокинвакасю» утвердила блестящий, изысканный поэтический стиль и канонизировала художественные приемы танка.